# Tigheci, Leova
Tigheci este un sat-reședință de comună din Raionul Leova, Republica Moldova.

## Istorie
Localitatea a fost atestată documentar pentru prima dată în 1436, fiind ortografiată Chegheci:
„Din mila lui Dumnezeu, noi, Ilie voievod, și fratele domniei mele, Ștefan voievod, domnii Țării Moldovei. Facem cunoscut, cu aceasta carte a noastră, tuturor celor care o vor vedea sau o vor auzi citindu-se, că această adevărata sluga a noastră, pan Mihail Stângaciu, a slujit mai înainte sfântrăposatului părintelui nostru, și astăzi ne slujește nouă cu dreaptă și credincioasa slujbă. De aceea, noi, văzând dreapta și credincioasa lui slujbă către noi, l-am miluit cu deosebita noastră milă și i-am dat, în țara noastră, satele anume: pe Bogdana, unde este Bălan și fiul lui Drajan, și, pe Smila, seliștea lui Roșca și chilia lui Manasie, și, pe Liubana, Suseni, și, la Chegheci, pe Pârâul Fântânilor unde a fost Oană Albul, și, mai sus, Mănești, și la Chegheci,...

...

A scris Oțel, la Vaslui, în anul 6944 <1436> iunie 13.”
În secolele al XVI-lea – al XVIII-lea satul a făcut parte, pe rând, din ținuturile Tigheci, Fălciu și Codru.
În 1904, avea 137 case, cu o populație de 972 suflete, țărani români; 102 cai, 337 vite mari, în împrejurul satului erau vii și grădini.
În 1930, din punct de vederea etnic, populația era alcătuită din 1317 români, 15 germani, 12 ruși, 1 bulgar, 5 evrei și 5 țigani. În calitate de limbă maternă, 1322 persoane au indicat limba română, 15 persoane - limba germană, 11 persoane - limb rusă și 4 persoane limba idiș.

## Simboluri
Stema: în câmp de aur, un cavaler în armură completă, cu spada ridicată deasupra capului, totul negru, galopând spre dextra și însoțit de trei stejari verzi. Scutul timbrat de o coroană sătească de aur.
Drapelul reprezintă o pânză pătrată galbenă, cu bordură verde (1/7 h), purtând în mijloc un cavaler în armură completă, cu spada ridicată deasupra capului, totul negru, galopând spre dextra.

## Demografie

### Structura etnică
Structura etnică a satului Tigheci conform recensământului populației din 2004:
| Grup etnic                                               | Populație | % Procentaj  |
| -------------------------------------------------------- | --------- | ------------ |
| Băștinași declarați Moldoveni Băștinași declarați Români | 2185 8    | 97,33% 0,36% |
| Bulgari                                                  | 23        | 1,02%        |
| Ucraineni                                                | 11        | 0,49%        |
| Ruși                                                     | 10        | 0,45%        |
| Găgăuzi                                                  | 3         | 0,13%        |
| Țigani                                                   | 2         | 0,09%        |
| Alții                                                    | 3         | 0,13%        |
| Total                                                    | 2245      |              |